# Чернышёв, Василий Васильевич
Василий Васильевич Чернышёв (24 марта 1896—12 сентября 1952, Москва) — советский деятель госбезопасности, генерал-полковник (1945), заместитель наркома / министра внутренних дел СССР, депутат Верховного Совета СССР 1-го, 2-го и 3-го созывов.

Могила Чернышёва на Новодевичьем кладбище Москвы.

## Биография
Родился в 1896 году в деревне Выселки, Рязанского уезда (ныне — Рыбновского района) Рязанской губернии. Окончил четыре класса реального училища (экстерном) в 1908 году. С 1908 года работал буфетчиком на станции Богоявленск, с 1909 года — киномехаником, помощником электромонтёра и электромонтёром в кинотеатре в городе Кирсанове.
В Русскую императорскую армию поступил на службу вольноопределяющимся в июле 1915 года. Служил в 79-м запасном пехотном батальоне. Затем отправлен учиться и в апреле 1916 года окончил школу прапорщиков в Москве. Участник Первой мировой войны с 1916 года, воевал начальником полковой команды разведчиков и командиром роты в 412-м пехотном Славянском полку. За храбрость на фронте награждён двумя боевыми орденами. Активный участник революционных событий 1917 года в армии, избирался членом ротного и полкового солдатских комитетов. В августе 1917 года прапорщик В. В. Чернышёв был демобилизован.
Приехал в Рязань. С сентября 1917 года — заместитель председателя Рязанского губернского исполнительного комитета, один из организаторов установления Советской власти в Рязани в 1917 году. Как ответственный организатор от Рязанского губкома РКП(б) отвечал за формирование отрядов частей особого назначения (ЧОН) во время конного рейда войск генерала К. С. Мамонтова в 1919 году. Член РСДРП / РКП(б) / ВКП(б) с 1917 года.  
На службе в органах ВЧК с 1920 года. В 1920 году был начальником охраны и обороны Северных железных дорог, затем начальником 31-й дивизии Войска внутренней службы республики (ВНУС) и начальником 34-й дивизии ВНУС. В феврале 1921 года назначен начальником войск ВЧК Туркестанского фронта, одновременно был начальником охраны путей сообщения Туркестана и членом Реввоенсовета Ферганской группы войск. На этих постах активно участвовал в боевых операциях против басмачества в Средней Азии. С декабря 1922 года — начальник штаба войск ГПУ Приволжского военного округа. С июля 1924 года — начальник Управления пограничной охраны Полномочного представительства ОГПУ СССР по Казахстану, с ноября 1926 года — начальник Управления пограничной охраны и войск ГПУ там же. Одновременно с 1925 по март 1927 года был старшим инспектором войск ОГПУ Казахстана.
С 15 марта 1927 года — помощник начальника Управления пограничной охраны и войск ГПУ Полномочного представительства ОГПУ по Дальнему Востоку, а 1 сентября 1930 года стал начальником Управления пограничной охраны и войск ГПУ Полномочного представительства ОГПУ по Дальнему Востоку. С 10 июля 1934 года — начальник Управления пограничной и внутренней охраны Управления НКВД Дальневосточного края (одновременно с 13 января 1936 года — заместитель начальника Управления НКВД Дальневосточного края). 
С 7 августа 1937 года — заместитель наркома внутренних дел СССР Н. И. Ежова, одновременно с 7 августа 1937 до 18 февраля 1939 года — начальник Главного управления Рабоче-крестьянской милиции НКВД СССР. В. В. Чернышёв оказался единственным заместителем главы НКВД Н. И. Ежова, который после его ареста и расстрела не был репрессирован. С 18 февраля 1939 по 25 февраля 1941 года — начальник ГУЛага НКВД СССР, оставаясь заместителем наркома внутренних дел СССР. 
Был заместителем наркома (с 1946 года — министра) внутренних дел СССР до самой смерти, до 1952 года. В этот период взаимодействовал со Спецкомитетом и Первым главным управлением атомного проекта, курировал работу строительно-производственных подразделений: ГУЛАГ, ГУЛЖДС, ГУЛЛП, а также Управления материально-технического снабжения, Хозяйственного управления, Отдела железнодорожных и водных перевозок. В составе комиссии В. В. Чернышёв, В. А. Сергеев и представитель Госплана Н. А. Борисов несли ответственность за снабжение строительства заводов № 813 (Уральский электрохимический комбинат) и № 817 (ПО «Маяк») стройматериалами, товарами и оборудованием.

## Воинские и специальные звания
- прапорщик (апрель 1916);
- комдив (23 декабря 1935)
- комиссар государственной безопасности 3-го ранга (2 июля 1941)
- комиссар государственной безопасности 2-го ранга (21 февраля 1943)
- генерал-полковник (9 июля 1945)

## Награды
Российская империя
- орден Св. Станислава 3-й степени
- орден Св. Анны 4-й степени

СССР
- Три ордена Ленина (21.02.1942, 21.02.1945, 29.10.1949)
- Три ордена Красного Знамени (18.01.1931, 14.02.1936, 03.11.1944)
- Орден Кутузова 1-й степени (16.09.1945)
- Орден Трудового Красного Знамени (20.09.1943)
- Орден Красной Звезды (26.04.1940)
- Медали
- Знаки «Почётный работник ВЧК — ГПУ (V)» (№ 385) и «Почётный работник ВЧК — ГПУ (XV)» (1932)